# Vatra Moldoviței
Vatra Moldoviței é uma comuna romena localizada no distrito de Suceava, na região de Bucovina. A comuna possui uma área de 176.20 km² e sua população era de 4608 habitantes segundo o censo de 2007.